# Оводи
О́води (Oestridae) — родина комах ряду двокрилих Diptera (англ. bot flies). Це великі мухи, що не живляться у дорослому стані; їхні личинки паразитують в організмах хребетних тварин.

## Класифікація
Родину Oestridae поділяють на чотири морфологічно та екологічно виокремлені групи, якім надається статус підродин: Gastrophilinae (Оводи шлункові), Cuterebrinae, Hypodermatinae (Оводи підшкірні) та Oestrinae (Оводи носоглоткові), що їх подеколи розглядали як окремі родини. Оводів розглядають як родину в надродині Oestroidea, проте, на думку К. Роґнеса, вони є тільки однією з гілок у родині Calliphoridae.

## Зовнішня будова

### Імаго
Розмір тіла мух від 9 до 25 мм. Деякі види мають схожість з бджолами та джмелями. Голова широка, сплощена. Очі у більшості видів голі. Лобна смуга між очима у самок широка, у самців сильно звужена, оскільки очі зближені. Вусики короткі, занурені в антенальні ямки. Ариста (щетинка на третьому членику вусиків) тонка і зазвичай без волосків або перисто-опушена у Cuterebra. Обличчя (під вусиками) плоске широке. Хоботок відсутній або сильно редукований. Груди покриті короткими або довгими стоячими або прилеглими волосками. Під щитком розташовується вузька поперечна смуга — підщиток. Ноги короткі, товсті, покриті волосками або короткими щетинками. Медіальна жилка на крилі пряма (Gasterophilus) або зігнута (Cephenomyia), з'єднується або з костальною жилкою, або впадає в останню радіальну. Черевце кулясте або конічне.

### Личинки

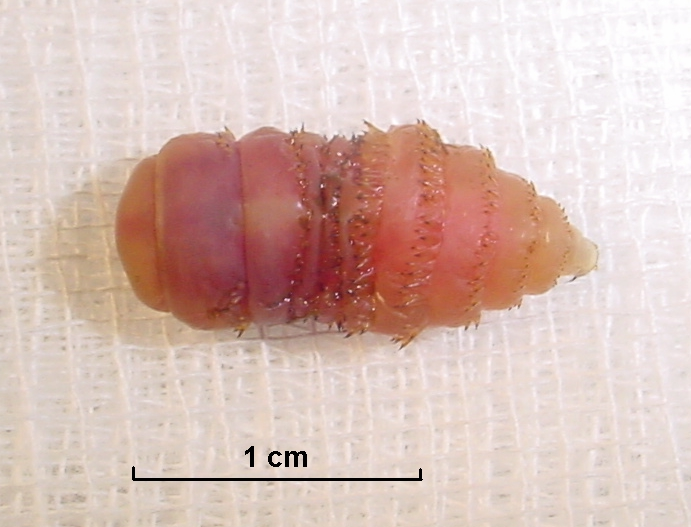
Стадія личинки виду Gasterophilus intestinalis

Тіло личинок складається з 12 або 13 сегментів: псевдоцефала, трьох грудних і 8—9 черевних. Личинки линяють два рази і таким чином мають три стадії. Забарвлення личинок білувате. На черевній стороні грудних сегментів знаходяться органи Кейліна, які складаються з двох груп по три щетинки кожна і виконують сенсорну функцію.

### Яйця
Підродина носоглоткових оводів характеризується яйцеживородженням (личинки вилуплюються і розвиваються в матці самки), тоді як американські, шлункові та підшкірні оводи — яйцекладні. Забарвлення яєць зазвичай біле або золотисто-коричневе, рідко чорне. Форма яєць може бути від неправильно циліндричної до подовжено-овальної. У яєць шлункових та американських оводів розвинена кришечка, призначена для виходу личинки. У підшкірних та шлункових оводів яйця можуть бути забезпечені спеціальним придатком, за допомогою якого вони прикріплюються до хазяїна; у рідкісних випадках такого придатка може не бути (Portschinskia). На поверхні яєць Cuterebra має місце складна мережа з отворів і ямок, у шлункових оводів ця мережа менш виражена.

## Екологія
Оводи є паразитами ссавців. Личинки локалізуються, головним чином, під шкірою (Cuterebrinae, Hypodermatinae), у шлунково-кишковому тракті (Gasterophilinae) або у носо-глотковій порожнині (Oestrinae). Cuterebrinae приклеюють яйця на наземні предмети, а підшкірний овод Dermatobia hominis (Linnaeus Jr., 1781) приклеюють їх до комарів або інших зоофільних каліптратних мух, що слугують переносниками. Коли переносник сідає на потенціального хазяїна, теплові тріггери змушують сформовану личинку вийти з яйця та вбуровитися в шкіру.
Самки Gasterophilinae та Hypodermatinae приклеюють яйце до волоска на тілі хазяїна. Види Oestridae є яйце-личинкородними і випорскують новонароджених личинок на морду хазяїна біля ніздрів або очей. Личинки першого віку далі мігруюють на коротші або довші відстані в тілі хазяїна до місць постійної локалізації, як правило, специфічних. Зріла личинка залишає тіло через прогризений отвір у шкірі, або через анус, або через ніздрі, і далі заляльковується в ґрунті.
Самка великого шлункового овода, Gasterophilus intestinalis (DeGeer, 1776) відкладає яйця, прикріплюючи їх до шерсті коней. Личинка, що вийшла з яйця, проникає в шкіру, спричинюючи сверблячку. Коні, лижучи вражені місця, злизують їх і проковтують. Подальший розвиток овода відбувається в шлунку коня. Місяців через десять вони залишають травний канал, падають на землю і заляльковуються у ґрунті або в гної.
Самки шкірного овода великої рогатої худоби відкладають яйця на шерсть задніх ніг тварини. Личинки проникають під шкіру і по тканинах мігрують по тілу, закінчуючи розвиток під шкірою спини. Після дозрівання личинка прориває шкіру хазяїна і падає в землю, де заляльковується. Шкіра тварин, що перехворіла, має дірки, які знецінюють її товарну якість.
Овечий овід (Oestrus ovis Linnaeus, 1758), як і всі інші види оводів роду Oestrus — яйцеживородні. Самиці підлітають до ніздрів або очей тварин і виприскують у них рідину, в якій є живі личинки. Розвиток личинок відбувається в носових і глоткових порожнинах, лобних пазухах.

## Як їжа для людини

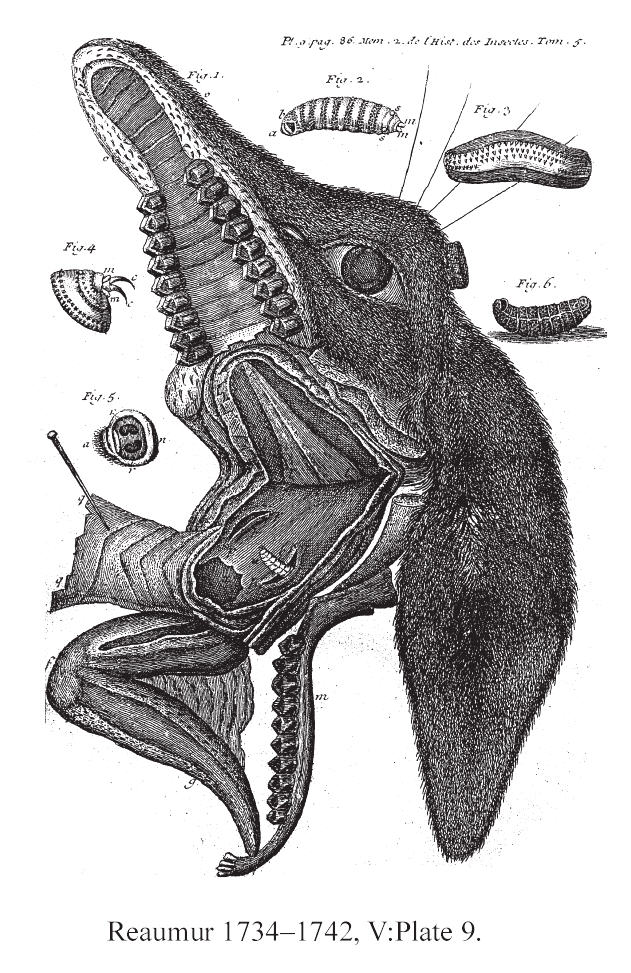
Розітнута голова оленя, що показує личинки оводів

У холодних кліматах, де проживають популяції людей, залежні від оленів або карибу, великі кількості личинок Hypoderma tarandi  доступні для людського населення під час забою тварин.
Шостий епізод першого сезону телевізійного серіалу Beyond Survival, під назвою "Інуїти – Виживальники майбутнього", показує експерта з виживання Леса Страуда та двох провідників-інуїтів, які полюють на карибу на північному узбережжі острова Баффіна поблизу Понд-Інлет, Нунавут, Канада. Під час зняття шкури та обробки однієї з тварин численні личинки (ймовірно, H. tarandi, хоча це не вказано явно) помітні на внутрішній стороні шкури карибу. Страуд та його два провідники-інуїти їдять (хоча й дещо неохоче) по одній личинці, при цьому Страуд зазначає, що личинка "на смак як молоко" і що історично її часто вживали інуїти.
Численні твори мистецтва, датовані Плейстоценом у Європі, також підтверджують їх споживання в доісторичні часи.
Вавилонський Талмуд Хуллін 67б обговорює, чи є оводи кошерною їжею.